# کارولین کمبل
کارولین کمبل (به انگلیسی: Caroline Campbell) ویولنیست، تک‌نواز موسیقی مجلسی آمریکایی است.
او که از معدود هنرمندان حرفه ای و در عین حال بسیار بی حاشیه است در ۱۹۸۰ میلادی در نیویورک به دنیا آمد و تحصیلات ابتدایی و دبیرستان خود را نیز در رشته نوازندگی ویالون به اتمام رساند.